# Ellen Louise Wilson
Ellen Louise Axson Wilson (Savannah, 15 maggio 1860 – Washington, 6 agosto 1914) fu la moglie di Thomas Woodrow Wilson, ventottesimo presidente degli Stati Uniti d'America.

## Biografia
Nata Ellen Louise Axson, dal reverendo Samuel Edward Axson e Margaret Jane Hoyt Axson, fu conosciuta dal futuro marito Thomas Woodrow Wilson quando aveva tre anni. Nell'aprile 1883 i due si incontrarono nuovamente e cinque mesi dopo si fidanzarono. Wilson, all'epoca quasi ventisettenne, sposò Ellen, all'epoca ventitreenne il 24 giugno 1883. I Wilson ebbero tre figlie: Margaret Woodrow Wilson (1886-1944), Jessie Woodrow Wilson Sayre (1887-1933) e Eleanor Randolph Wilson McAdoo (1889-1967).
Come first lady, la signora Wilson dipingeva e disegnava in uno studio allestito al terzo piano della Casa Bianca, dedicando la maggior parte del proprio tempo ad opere di beneficenza ed al miglioramento degli alloggi nelle baraccopoli nere. All'interno della dimora presidenziale organizzò le nozze delle loro due figlie. I Wilson avevano preferito iniziare la propria amministrazione senza nessun festeggiamento iniziale ed i ricevimenti organizzati dalla signora Wilson erano molto semplici, dato che il loro successo era garantito dalla innata cordialità della first lady. Ellen convinse il marito che era perfettamente lecito invitare influenti legislatori a cene private, che una sera portarono ad un accordo per un'importante legge tariffaria.
Affetta dalla malattia di Bright, Ellen Wilson morì alla Casa Bianca il 6 agosto 1914. Il giorno prima della sua morte, si fece promettere dal proprio medico di dire al marito di risposarsi una volta che lei fosse morta. Il presidente in effetti si risposò sposandosi con Edith Bolling Galt nel 1915. La morte della first lady favorì l'approvazione di una legge su cui aveva lavorato per mesi, che migliorava le condizioni di vita delle baraccopoli.